# Psychotria woronovii
Psychotria woronovii är en måreväxtart som beskrevs av Paul Carpenter Standley. Psychotria woronovii ingår i släktet Psychotria och familjen måreväxter. Inga underarter finns listade i Catalogue of Life.